# باشگاه فوتبال ناگویا گرامپوس
باشگاه فوتبال ناگویا گرامپوس (به ژاپنی: 名古屋グランパス) یک باشگاه فوتبال در شهر ناگویا، استان آیچی کشور ژاپن می‌باشد که در جی‌لیگ بازی می‌کند.
این باشگاه در سال ۱۹۳۹ با نام « تویوتا موتور» تأسیس شد که هم اکنون با نام ناگویا گرامپوس شناخته می‌شود و سابقۀ قهرمانی در جی‌لیگ را نیز دارد.

## افتخارات

### آسیا
- جام برندگان جام آسیا
  -  (نایب قهرمان):  ۹۷- ۱۹۹۶

### ژاپن
- جی‌لیگ
  - قهرمان (۱) : ۲۰۱۰
  - نایب قهرمان (۲) : ۱۹۹۶، ۲۰۱۱

- جام امپراتور (جام حذفی)
  - قهرمانی (۲) : ۱۹۹۵، ۱۹۹۹
  - نایب قهرمانی (۱) : ۲۰۰۹

- سوپر جام فوتبال ژاپن
  - قهرمانی (۲) : ۱۹۹۶، ۲۰۱۱
  - نایب قهرمانی (۱) : ۲۰۰۰

## بازیکنان برجسته
- جاشوا کندی
- لوئیز بومبانتو گولارت
- والدو فیلو
- مارکز باتیستا دی آبرئو
- جورجینیو پوتیناتی
- الیولتون
- آلکساندر تورس
- پیتا
- دنیلسون کوردوبا
- آندری پانادیچ
- گری لینکر
- ژرالد پاسی
- ایگور بورزانوویچ
- فروده جانسن
- دراگان استویکوویچ
- دراگیشا بینیچ
- مارک اشپیلار
- میلیوی نوواکوویچ
- آریا جسورو هاسگاوا

## مربیان مشهور پیشین
- آرسن ونگر
- کارلوس کیروش